# Колін Бріндед
Ко́лін Брі́ндед (англ. Colin Brinded, нар.1946 — †26 листопада 2005) — колишній професіональний рефері зі снукеру.

## Кар'єра
Колін розпочав професійну діяльність як рефері зі снукеру з 1976 року. За свою кар'єру він був суддею на кількох відомих матчах: зокрема, фіналі чемпіонату світу 1999 року між Стівеном Хендрі та Марком Вільямсом і чвертьфінал того ж турніру 2005 року між Ронні О'Салліваном та Пітером Ебдоном (матч, скандально відомий повільним стилем гри Ебдона).
Колін Бріндед помер в 2005 році, у віці 59 років після тривалої боротьби з раком.